# Дрюжак
Дрюжа́к (фр. и окс. Drugeac) — коммуна во Франции, находится в регионе Овернь. Департамент — Канталь. Входит в состав кантона Морьяк. Округ коммуны — Морьяк.
Код INSEE коммуны — 15063.
Коммуна расположена приблизительно в 410 км к югу от Парижа, в 90 км юго-западнее Клермон-Феррана, в 28 км к северу от Орийака.

## Население
Население коммуны на 2008 год составляло 369 человек.
| 1962 | 1968 | 1975 | 1982 | 1990 | 1999 | 2008 |
| ---- | ---- | ---- | ---- | ---- | ---- | ---- |
| 760  | 678  | 571  | 542  | 471  | 367  | 369  |

## Администрация
| Период | Период | Фамилия         | Партия | Примечания |
| ------ | ------ | --------------- | ------ | ---------- |
| 2001   | 2008   | Жорж Андриё     |        |            |
| 2008   |        | Мари-Элен Шастр |        |            |

## Экономика

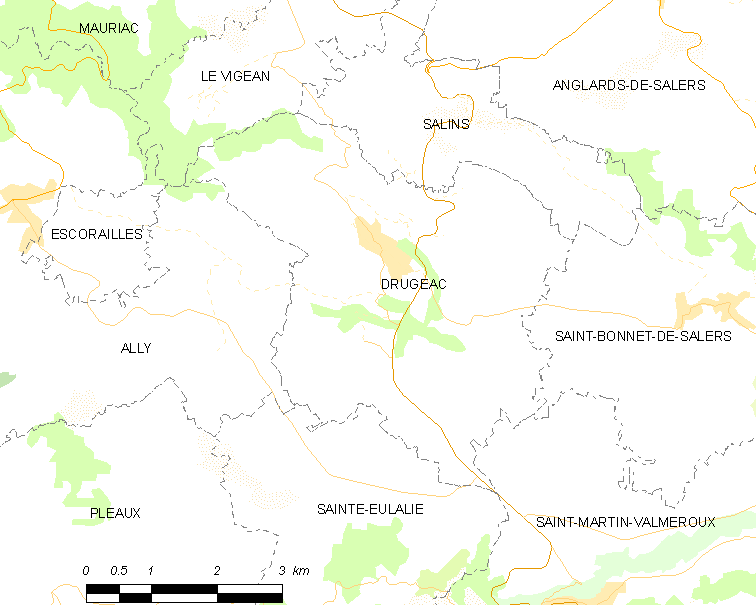
Карта коммуны

В 2007 году среди 206 человек в трудоспособном возрасте (15—64 лет) 154 были экономически активными, 52 — неактивными (показатель активности — 74,8 %, в 1999 году было 63,9 %). Из 154 активных работали 141 человек (83 мужчины и 58 женщин), безработных было 13 (5 мужчин и 8 женщин). Среди 52 неактивных 11 человек были учениками или студентами, 24 — пенсионерами, 17 были неактивными по другим причинам.

## Достопримечательности
- Крест на кладбище (XII век). Памятник истории с 1963 года[3]
- Замок Ферлюк (XIV век). Памятник истории с 2001 года[4]
- Церковь Сен-Жеро (XI—XII века). Памятник истории с 1985 года[5]